# 치미창가
치미창가(스페인어: chimichanga, 스페인어: [tʃimiˈtʃaŋɡa])는 텍스멕스와 미국 남서부 요리에서 흔히 볼 수 있는 멕시코 부리토 튀김이다. 밀 토르티야에 쌀, 치즈, 콩을 비롯해 마차카(말린 고기)나 카르네 아도바다(절인 고기), 카르네 세카(말린 쇠고기), 잘게 찢은 닭고기 등 다양한 재료를 채워넣고 직사각형 모양으로 접은 뒤 기름에 튀겨 살사나 과카몰레, 사워크림, 카르네 아사다 등에 곁들여 먹는다.

## 기원

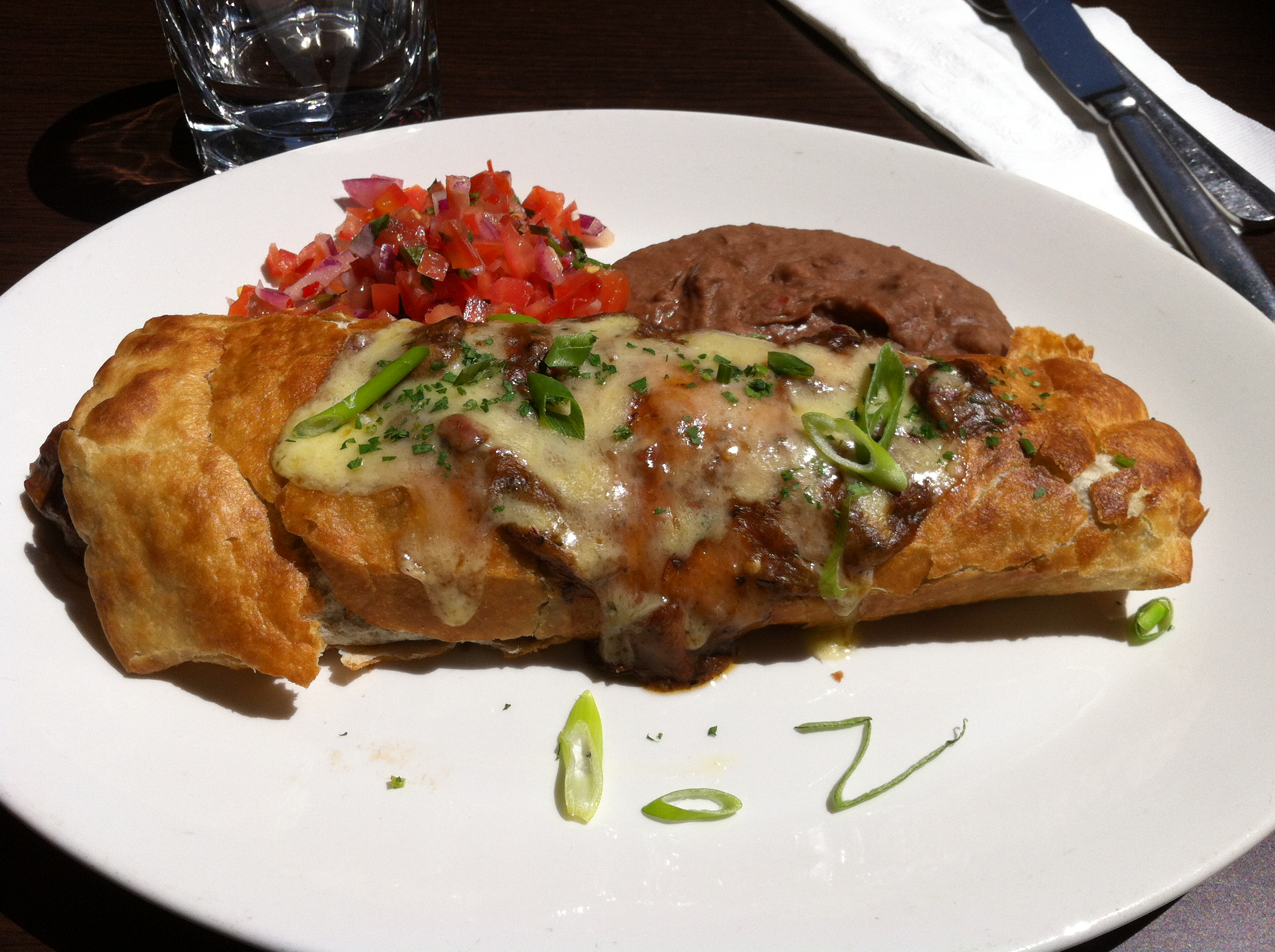
호주 멜버른의 아미고스에서 판매하는 치미창가

치미창가의 기원은 정확하지 않다. 누군가는 멕시코에서 유래하였다고 하며, 또 다른 누군가는 미국 애리조나 주에서 우연히 만들어졌다고 말한다. 이 요리의 변형인 치비창가를 멕시코에서 주로 먹는 것을 생각해보면, 주로 사노라 주에서 애리조나 주를 통해 미국으로 이주한 사람들이 치비창가에서 파생된 요리를 전파했다고 볼 수 있다.  치미(chimi)와 창가(changa)라는 단어는 멕시코 스페인어에서 태우다와 그을리다를 뜻하는 차무스카도(chamuscado, 동사 chamuscar의 과거 분사형)와 예상치 못했거나 사소한 모욕에 대한 무례한 표현인 칭가(chinga, 구어 동사 chingar의 3인칭 현재 시제)와 비슷한 창가(changa)에서 온 것이다.
한 자료에 따르면, 애리조나주 투손에 위치한 레스토랑 엘카로(El Charro)의 설립자 모니카 플린은 1922년에 실수로 튀김기에 부리토를 떨어뜨렸다. 그는 즉시 "chi..."(칭가다, chingada)로 시작하는 스페인어 욕설을 뱉으려고 했지만 재빨리 멈추고, 그 대신 돌려 말하고자 치미창가라고 외쳤다. 이 요리에 대한 정보와 감상은 투손 지역부터 천천히 퍼져나갔고, 이후 수십년동안 다른 지역에서 인기를 얻는 데 속도가 붙었다. 오늘날에는 치미창가를 텍스멕스 요리의 하나로 보지만, 미국 내에서 그 뿌리는 애리조나주 투손에 있다.
마카요의 멕시칸 키친(Macayo 's Mexican Kitchen)의 설립자 우디 존슨은 1946년 애리조나주 피닉스에 위치한 자신의 식당 우디의 엘니도(Woody's El Nido)에서 실험의 일환으로 부리토를 튀김기에 넣어서 치미창가를 고안해냈다고 주장했다. 이 "튀긴 부리토"는 1952년 우디의 엘니도가 마카요가 되었을 때 치마창가를 식당의 주 메뉴 중 하나로 올리면서 매우 인기를 끌게 되었다. 존슨이 마카요를 연 것은 1952년이었다. 이 요리가 언제 처음 등장했는지에 대한 공식 기록은 없지만, 애리조나 대학의 전 민속학자 짐 그리피스는 1950년대 중반 투손의 야쿠이 올드 파스쿠아 빌리지에서 치마창가를 보았다고 회상하였다.

## 영양 정보
미국 농무부가 발표한 자료에 따르면, 쇠고기와 치즈 치미창가 183그램에는 443칼로리, 단백질 20그램, 탄수화물 39그램, 총 지방 23그램, 포화지방 11그램, 콜레스테롤 51밀리그램, 나트륨 957밀리그램이 포함되어 있다.